# Pterartoriola caldaria
Pterartoriola caldaria là một loài nhện trong họ Lycosidae.
Loài này thuộc chi Pterartoriola. Pterartoriola caldaria được William Frederick Purcell miêu tả năm 1903.